# اونترایت
اونترایت (به آلمانی: Unterreit) یک شهر در آلمان است که در بایرن واقع شده‌است.

## خصوصیات
اونترایت ۳۲٫۲۰ کیلومترمربع مساحت دارد ۴۷۸-۵۶۰ متر بالاتر از سطح دریا واقع شده‌است.